# Mat lærkemos
Mat lærkemos (Leskea polycarpa) er et mos, der i Danmark findes hist og her på sten, mure eller træer på skyggefulde steder. Det videnskabelige artsnavn polycarpa betyder 'med mange frugter' (af græsk polys 'mange' og karpos 'frugt'), og sigter til de mange sporehuse,
Mat lærkemos har fjergrenede stængler besat med parafyllier. Grenene er ofte krumme. Bladene er 1 mm lange med afrundede celler, hver med en enkelt papil.
|                 |
| Modne sporehuse |

|                         |
| Det kun 1 mm lange blad |